# La danza delle luci
La danza delle luci (Gold Diggers of 1933) è un film del 1933 diretto da Mervyn LeRoy; le scene danzate sono dirette da Busby Berkeley, responsabile delle coreografie del film. Le musiche sono firmate da Harry Warren e i testi da Al Dubin.
Realizzato durante la Grande depressione, il film contiene numerosi riferimenti alla realtà sociale dell'epoca. Gli interpreti principali sono Ruby Keeler, Dick Powell, Joan Blondell e Ginger Rogers oltre a Warren William, Guy Kibbee, Ned Sparks e Aline MacMahon. Il film fu un tale successo che, quell'anno al botteghino, segnò uno dei più alti incassi del 1933.
Nel 2003, il film è stato selezionato per la conservazione negli Stati Uniti dal National Film Registry della Biblioteca del Congresso come "culturalmente, storicamente o esteticamente significativo".

## La commedia e le sue versioni cinematografiche
Scritta da Avery Hopwood e prodotta da David Belasco, The Gold Diggers, la commedia da cui è tratto il film, rimase in cartellone a Broadway dal 1919 al 1920 per un totale di 282 rappresentazioni.
Nel 1923, Belasco produsse un film muto dallo stesso titolo, conosciuto in Italia come La casa delle 4 ragazze, diretto da Harry Beaumont e interpretato da Hope Hampton e Wyndham Standing. Con l'avvento del sonoro, ne fu girato il remake, Gold Diggers of Broadway, diretto da Roy Del Ruth. Protagonisti della storia erano gli attori Nancy Welford e Conway Tearle

## Trama
Le “Gold Diggers", ovvero le cercatrici d'oro, sono quattro aspiranti attrici: l'ingenua Polly, Carol la cantante, Trixie la comica e Fay, ragazza piena di glamour, alla ricerca di un uomo ricco che la mantenga.

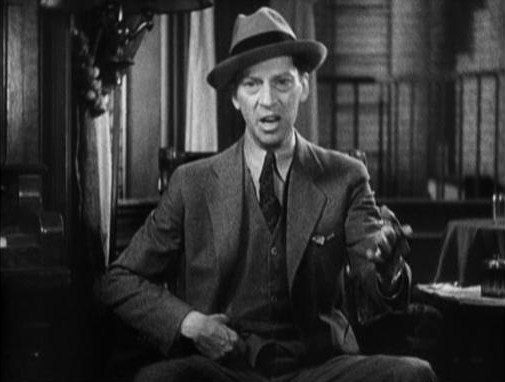
Barney, il produttore

A Broadway, la prova generale di uno spettacolo viene interrotta dall'intervento di un gruppo di creditori che chiedono a gran voce al produttore di essere pagati. Ma Barney Hopkins, il produttore, non ha il becco di un quattrino: disperato, non sa dove sbattere la testa. Ha tutto ciò che gli può servire a mettere su uno spettacolo, tranne il denaro.
Nell'appartamento dove vivono Polly, Carol e Trixie, Hopkins sente accidentalmente Brad, l'innamorato di Polly e vicino di casa delle ragazze, che suona il pianoforte. Intrigato dal talento del giovane, non solo ottimo musicista ma anche dotato di una splendida voce, Barney cerca di indurlo a lavorare per lui: ma Brad rifiuta di comparire nello show. Gli cede invece la sua musica, dandogli anche 15.000 dollari in contanti che serviranno a pagare le spese per poter andare in scena. In un primo momento, tutti pensano a uno scherzo, poi si rendono conto che Brad fa sul serio. Le ragazze sospettano che Brad abbia dei conti aperti con la giustizia, dato che non vuole apparire pubblicamente. Invece, si scoprirà che il giovane appartiene a una ricchissima famiglia della buona società, famiglia che gli ha tassativamente proibito di avere a che fare con il teatro. Il divieto, cui lui si attiene, verrà infranto quando il cantante dello spettacolo, ammalatosi, dovrà essere sostituito in fretta e furia. Ovviamente, sarà Brad che prenderà il suo posto sul palcoscenico, ottenendo così un grande successo.

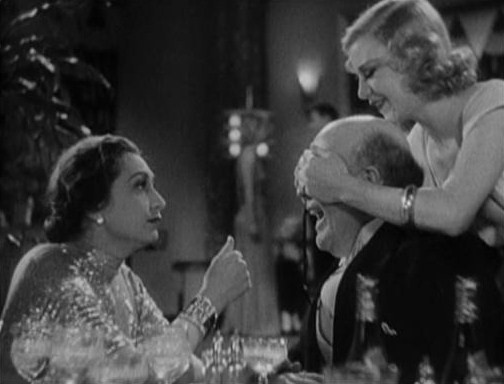
Trixie, l'avvocato e Fay

A New York giunge Lawrence, il fratello di Brad, insieme all'avvocato di famiglia, Fanuel H. Peabody: i due vogliono riportare il giovane a casa e sottrarlo, così, alle "grinfie" delle "cercatrici d'oro" che circolano negli ambienti teatrali. Lawrence vuole incontrare Polly per convincerla a farle rompere il suo fidanzamento con Brad. Ma la confonde con Carol. Costei, accortasi dell'errore, non cerca di chiarire l'equivoco ma, anzi, sta al gioco decisa a sfilargli un po' di quattrini. Trixie, dal canto suo, si fa corteggiare dall'avvocato, ritenuto un perfetto pollo da spennare. La storia tra Lawrence e Carol, intanto, si trasforma in una storia d'amore. E, mentre Trixie diventa la signora Peabody, Polly e Brad sono finalmente liberi di coronare il loro sogno d'amore. L'unica che resta a bocca asciutta, sarà Fay, la cinica gold digger alla ricerca (per il momento ancora infruttuosa) dell'uomo ricco.

## Numeri musicali
Il film contiene quattro canzoni, balli e sequenze progettate e messe in scena con le coreografie di Busby Berkeley. Tutte le canzoni sono state scritte da Harry Warren e Al Dubin (nel film, quando il produttore Barney Hopkins ascolta la musica di Brad si prende il telefono e dice: "Annulla il mio contratto con Warren e Dubin!")
- "We're In The Money" è cantata da Ginger Rogers accompagnata da showgirls con abiti formati da monete giganti.
- "Pettin' in the Park" è cantata da Ruby Keeler e Dick Powell. Essa comprende un tip-tap ballato da Keeler e una sequenza surreale con un attore nano Billy Barty che interpreta un bambino che scappa dal suo passeggino. Durante il numero, le donne si imbattono in un temporale e si dirigono dietro uno schermo retroilluminato per rimuovere i loro vestiti bagnati. Riescono in vesti di metallo, che contrastano i tentativi degli uomini di svestirle, fino a quando Billy Barty dà a Dick Powell un apriscatole. Questo numero era stato originariamente previsto alla fine del film.

- "The Shadow Waltz" è cantata da Dick Powell e Ruby Keeler. In questo numero danzano Keeler, Ginger Rogers e molte violiniste con violini al neon che spiccano nel buio. Berkeley prese l'idea da un numero visto al vaudeville. Un terremoto colpì Burbank, mentre stavano filmando il numero.
- "Remember My Forgotten Man" è cantato da Joan Blondell e Etta Moten. Le creografie sono state influenzate dall'espressionismo tedesco e da una evocazione della Depressione e della povertà dell'epoca. Berkeley fu ispirato dalla parata di veterani di guerra a Washington nel maggio del 1932. Quando il numero fu terminato, Jack Warner e Darryl F. Zanuck (il responsabile della produzione in studio) rimasero così impressionati che proposero che la sequenza venisse spostata alla fine del film, spostando " Pettin In The Park ".

Fu previsto un numero aggiuntivo nella produzione ma non apparve nel film: "I've Got To Sing A Torch Song" che sarebbe dovuta essere cantata da Ginger Rogers ma non fu mai realizzato.

## Produzione
In origine Gold Diggers of 1933 avrebbe dovuto chiamarsi "High Life" e George Brent avrebbe dovuto avere il ruolo di Warren William.. Il film è stato prodotto dalla Warner Bros. con un budget stimato di 433.000 dollari. Venne girato ai Warner Bros. Studios di Burbank.

## Distribuzione
Uscito nelle sale cinematografiche statunitensi il 27 maggio 1933, il film fu distribuito dalla Warner Bros. Pictures e dalla Vitaphone Corporation. A New York, venne presentato il 7 giugno 1933.

## Riconoscimenti
Nel 1934, Nathan Levinson e il dipartimento suono della Warner Bros. - (First National Studio Sound Department), furono candidati all'Oscar per La danza delle luci e per Quarantaduesima strada. Il premio andò alla Paramount Pictures per Addio alle armi.